# Tóth József Színház és Vigadó

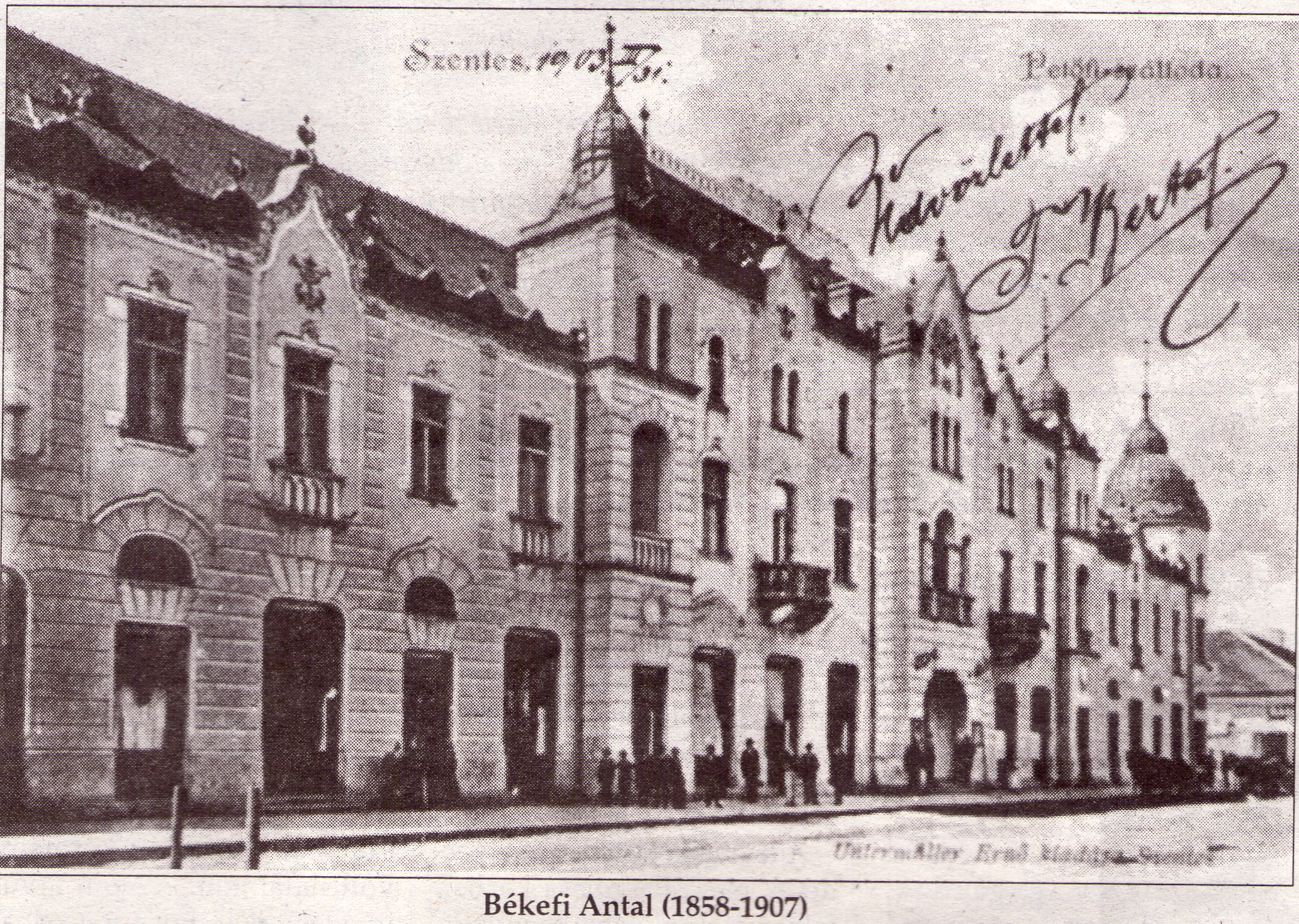
A Petőfi Szálló 1903 körül készült fényképe egy képeslapon

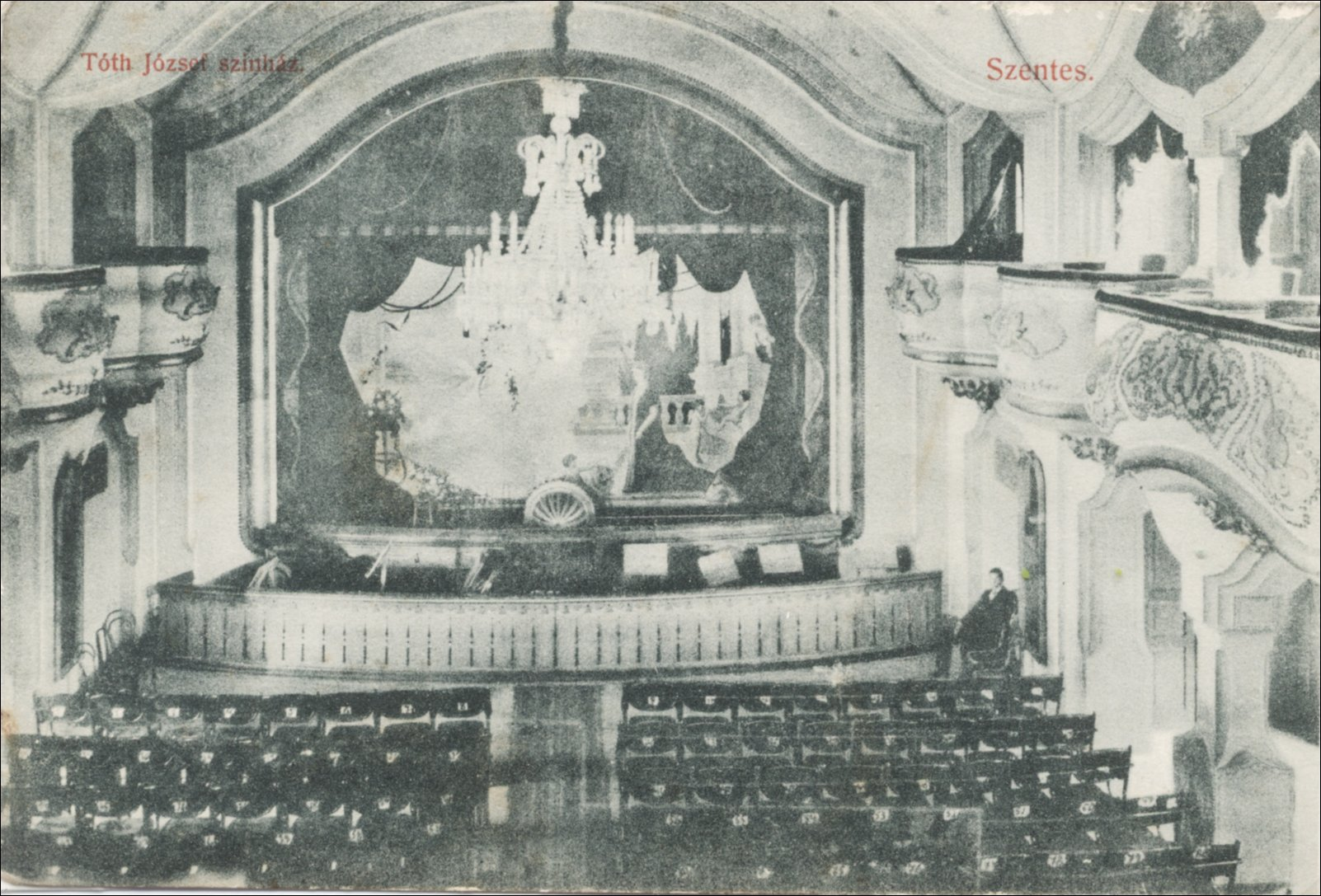
A Tóth József színházterem 1910 környékén

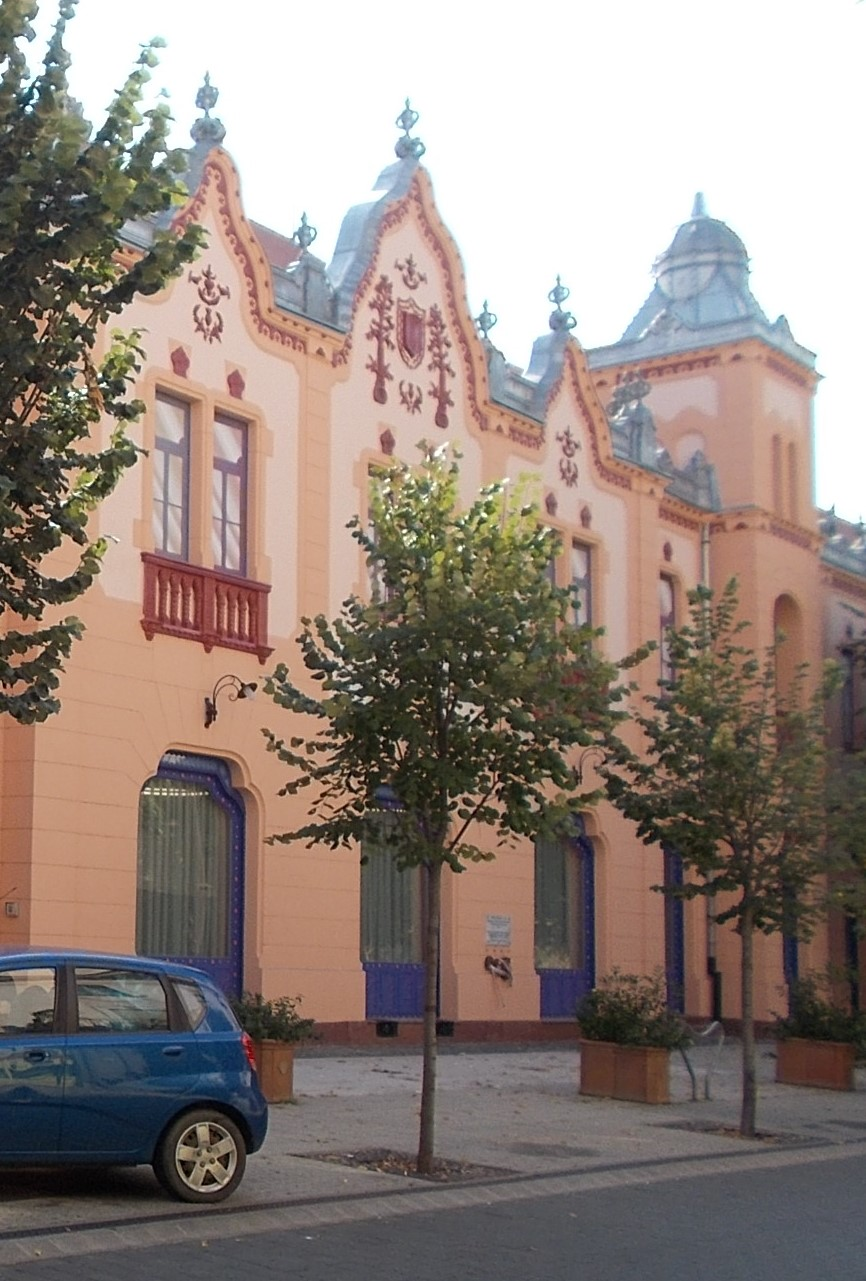
A felújított épület nyugati oldalának részlete 2019 augusztusában

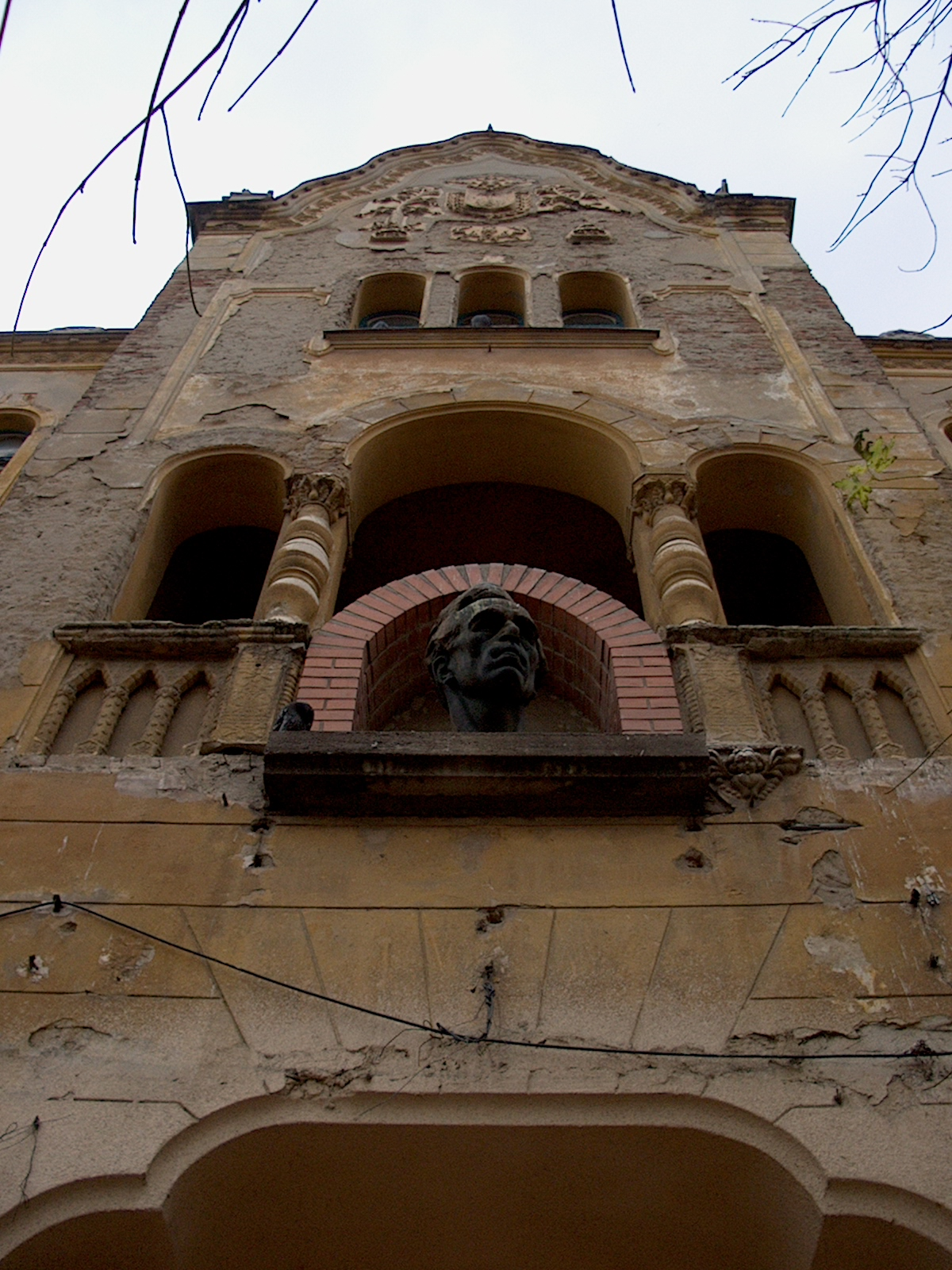
Tóth József színész mellszobra az épület bejárata felett még 2002-ben, a felújítás előtt (Koncz Antal alkotása)

A Tóth József Színház és Vigadó Szentes egyik kulturális intézménye, amely a Petőfi utca 2. szám alatt található.

## Története
Mivel az 1890-es években Szentesen csupán a Zöldkoszorú vendégfogadó és kocsma üzemelt a város központjában, amelyet azonban hamarosan be is zártak, így felmerült egy új épület kivitelezésének szüksége. A meghirdetett tervpályázatra összesen tizenöt terv készült, melyek közül Komor Marcellé és Jakab Dezsőé lett a nyertes pályamű. Előbbi építész egyúttal mint műszaki vezető működött közre a megvalósításnál. Az építkezés 1897-ben vette kezdetét, s több ütemet követően 1900 őszére készült el a szecessziós stílusú épület, amely a Petőfi Szálló nevet kapta. Az új létesítményben kávéház, sörcsarnok, étterem is üzemelt, valamint 33 vendégszobának is helyet adott. A színháztermet az udvari szárnyban alakították ki, s 1909-ben a szentesi születésű Tóth József színészről nevezték el. Az épület az 1930-as és 1960-as években több felújításon is átesett az adott kor stílusának megfelelően, így például a bejárati boltozatot és az üveg felülvilágítót eltakarták, a főlépcsőt elbontották és az eredeti nézőteret is teljesen átalakították. 2008-ra azonban állapota jelentős mértékben leromlott, gyakorlatilag használhatatlanná vált. 2019 és 2021 között sor került a teljes körű megújítására, melynek során a régi tervek alapján rekonstruálták az elbontott épületrészeket, valamint a színházat XXI. századi professzionális színpad-, hang-, és fénytechnikával szerelték fel. 